# Государственный День Суверенитета (Азербайджан)
Государственный День Суверенитета день, который отмечается в честь восстановления Государственного Суверенитета Азербайджанской Республики после антитеррористической операции.
Этот день отмечается на основании указа президента Ильхама Алиева, подписанного 19 сентября 2024 года, об учреждении Дня Государственного Суверенитета Азербайджанской Республики.

## Исторический контекст
Во время Первой Карабахской войны Республика Армения осуществила агрессивную политику против Азербайджанской Республики, нарушив требования Устава Организации Объединенных Наций, и с использованием военной силы оккупировала 20 % международно-признанной территории Азербайджана. В Армении и на оккупированных азербайджанских землях проводилась этническая чистка против азербайджанцев, были совершены преступления против человечности и военные преступления, в результате чего города и села были разрушены, произошли несколько массовых убийств, включая Ходжалинский геноцид.
В результате 44-дневной войны, которая проходила с сентября по ноябрь 2020 года, Вооруженные Силы Азербайджана полностью освободили семь районов — Джебраил, Физули, Зангилан, Губадлы, Агдам и Лачын, а также город Шуша, значительную часть районов Ходжавенд и Кельбаджар, а также часть районов Ходжалы и Тертера. Военные действия завершились 10 ноября 2020 года подписанием трехстороннего заявления между лидерами Азербайджана, Армении и России. Таким образом, Азербайджан добился выполнения резолюций Совета Безопасности ООН.
В трехстороннем заявлении Армения взяла на себя обязательство полностью вывести свои войска с территории Азербайджана. Однако после 2020 года Армения незаконно доставила произведенные оружие и боеприпасы, включая мины, на территории Карабаха, находящиеся под контролем российских миротворцев. Она также создала новые минированные зоны вдоль линии соприкосновения на протяженности до 480 километров, более 500 боевых позиций и укрепленных долговременных огневых точек, более 350 огневых позиций для артиллерийских установок разных типов и установила средства разведки и наблюдения. Кроме того, Армения сосредоточила военные силы, способные проводить наступательные операции на данной территории.
18 сентября 2023 года незаконные армянские вооружённые группы, находящиеся на территориях Азербайджана, временно размещённых под контролем Российского миротворческого контингента, создали радиопомехи для GPS-навигационных систем пассажирских самолётов, выполняющих полёты в воздушном пространстве Азербайджана. В результате на пассажирском самолёте типа E-190 авиакомпании «Азербайджанские Авиалинии», выполнявшем рейс по маршруту Тбилиси-Баку, с 20:28 до 20:34 возникли перебои в работе GPS-навигации из-за радиопомех.
19 сентября 2023 года в районе Ходжавенд автомобиль, принадлежащий Государственному агентству автомобильных дорог Азербайджана, подорвался на мине, в результате чего водитель и пассажир погибли на месте.
Позже в тот же день на мине подорвался автомобиль полицейских, направлявшихся к месту теракта, в результате которого погибли сотрудники Государственного агентства автомобильных дорог. В результате взрыва погибли 4 сотрудника МВД, 5 получили ранения разной степени тяжести. Позднее выяснилось, что мина была установлена диверсионной группой незаконных армянских вооружённых формирований, действующих на территории, временно контролируемой миротворческими силами.
19 сентября 2023 года для предотвращения широкомасштабных провокаций в Карабахском экономическом районе Азербайджана, разоружения остатков вооружённых сил Армении и восстановления конституционного порядка Азербайджанской Республики на этих территориях была начата антитеррористическая операция. Операция продолжалась всего 23 часа и завершилась 20 сентября. В результате операции Вооружённые силы Азербайджана полностью восстановили суверенитет Азербайджанской Республики. Армянские вооружённые подразделения, незаконные вооружённые группы сложили оружие и покинули боевые позиции и военные посты в Карабахском регионе Азербайджана.

## Учреждение
День Государственного Суверенитета отмечается на основании указа президента Ильхама Алиева, подписанного 19 сентября 2024 года, о учреждении Дня Государственного Суверенитета Азербайджанской Республики. В указе говорится:
Опираясь на 32-й пункт статьи 109 Конституции Азербайджанской Республики, принимая во внимание, что 20 сентября 2023 года на всей территории Азербайджанской Республики было обеспечено верховенство закона и восстановлен государственный суверенитет Азербайджанской Республики, постановляю:
1. Каждый год 20 сентября отмечать как День Государственного Суверенитета Азербайджанской Республики.

2. Кабинету Министров Азербайджанской Республики решить вопросы, вытекающие из данного Указа.